# NGC 4402
NGC 4402 is een spiraalvormig sterrenstelsel in het sterrenbeeld Maagd. Het hemelobject werd op 5 maart 1862 gevonden door de Duitse astronoom Arthur Auwers, alhoewel het reeds eerder was ontdekt door de Ierse astronoom Johnstone Stoney te Birr Castle.

## Synoniemen
- UGC 7528
- MCG 2-32-44
- ZWG 70.71
- VCC 873
- IRAS12235+1323
- PGC 40644